# Jon Mirande
Jon Mirande Ayphasorho (París, 11 de octubre de 1925 - íd., 28 de diciembre de 1972) fue un escritor francés, considerado uno de los poetas más importantes de la literatura en euskera del siglo XX.

## Biografía
Nació en el seno de una familia suletina, que había emigrado a París. Empezó a trabajar en 1944 como traductor en el Ministerio de Finanzas en la capital francesa, trabajo que continuaría realizando y aborreciendo durante toda su vida. Residió siempre en París, aunque viajó a menudo, por lugares como Bretaña, Inglaterra, Irlanda, Holanda, Alemania y Dinamarca.
Si bien dominaba más de una docena de lenguas, el euskera predominó en su creación literaria, a pesar de que no era su lengua materna: sus padres casi no sabían francés cuando llegaron a París,[cita requerida] pero Mirande no tomó la decisión de aprender euskera hasta que tuvo unos veinte años. Vivió con sus padres casi toda su vida y a partir de aquella edad siempre se comunicó con ellos en euskera suletino. Tradujo al euskera a autores clásicos en otras lenguas, tales como John Keats, Edgar Allan Poe, Hugo von Hofmannsthal, Franz Kafka o Federico García Lorca y a escritores de literaturas minoritarias, como los bretones  Goulven Pennaod y Per Denez. Era académico de lengua bretona y conocía bien todas las lenguas célticas, tanto vivas como muertas.
Desarrolló un pensamiento anticristiano, filonazi, racista, antidemócrata y antisemita de raigambre paganizante. Muy influido por Nietzsche y Spengler, su ideal era el paganismo precristiano de los celtas, y creía firmemente en la superioridad de dicha etnia. En varios de sus escritos defendió el nazismo. Aun siendo independentista, condenaba tanto el nacionalismo vasco moderado del PNV como el marxismo. Desde aquel ambiente parisino tan lejano del País Vasco, sus posiciones filonazis chocaban frontalmente con la totalidad de los escritores vascos, aunque fue apreciado por su extensa cultura y genio literario. Fue propuesto por Koldo Mitxelena como miembro número de Real Academia de la Lengua Vasca, pero los académicos, en una gran parte sacerdotes, rechazaron la propuesta.
Publicó sus primeros trabajos en la revista Euzko Gogoa, que se editaba en Guatemala. Participó después en numerosas revistas, como Egan, dirigida por Koldo Mitxelena e Irrintzi, publicada en Caracas por Andima Ibiñagabeitia. Sus textos provocadores eran rechazados muchas veces por los editores. Junto con Txomin Peillen, en 1962 fundó la revista Igela, euskaldun heterodoxoen errebista, de la que solamente se publicaron seis números. Participó junto a Goulven Pennaod en la revista en bretón Ar Stourmer.
En la última década de su vida dejó de emplear el euskera en sus escritos. Se suicidó por sobredosis de barbitúricos el 28 de diciembre de 1972, tras un largo período de profunda depresión. Sus restos mortales reposan en el cementerio parisino de Thiais.

## Obra literaria
Sus poemas, dispersos en las numerosas revistas en que colaboró, fueron recogidos en la antología póstuma Orhoituz (Recordando), en 1976; y luego en Poemak 1950-1966 (1984). Sus poemas se insertan en la tradición del simbolismo francés, especialmente de poetas como Charles Baudelaire (tradujo Las flores del mal), en cuanto a la utilización frecuente de temas provocadores, como la prostitución o el onanismo, pero divergen de la tradición simbolista en su exaltación del paganismo: canta a la muerte heroica en poemas como Eresi (Elegía) y Godu abestia (Canción de guerra).
Es autor de una única novela, Haur besoetakoa (La ahijada), escrita en 1959 pero publicada en 1970 por la editorial Lur, con una presentación de Gabriel Aresti, de ideas políticas totalmente antagónicas. Hasta la llegada de Aresti, nadie se atrevió a publicarla, y el mismo Mirande se planteó la posibilidad de traducirla a otro idioma y probar suerte en otro país. La novela de Mirande ha sido comparada con la Lolita de Nabokov, aunque el mismo Mirande dijo que no tuvo oportunidad de leerla. La novela narra la relación de pedofilia entre el protagonista y su sobrina y ahijada Theresa, de once años, con un desenlace trágico. Se tratan tres temas intocables a la vez: la pedofilia, el incesto y el suicidio, por lo que se convierte en imposible de publicar en el mundo editorial vasco de su época.

## Traducciones de sus obras al español
- La ahijada. Pamplona, Pamiela, 1991. Traducción de Eduardo Gil Bera.

- Claroscuros. (Ilhun-argiak) Leioa, Universidad del País Vasco, 1992. Traducción de Felipe Juaristi. Introducción y bibliografía de Eduardo Gil Bera.

- Una escueta antología bilingüe (euskera y español) de sus poemas puede leerse en la Antología de la Poesía Vasca (Euskal Poesiaren Antologia), Madrid, Visor, 1993.